# Campeonato Mundial de Ciclismo em Pista de 1987
O LXXXIV Campeonato Mundial de Ciclismo em Pista celebrou-se em Viena (Áustria) no mês de agosto de 1987 baixo a organização da União Ciclista Internacional (UCI) e a Federação Austríaca de Ciclismo.
As competições realizaram-se na pista do Pavilhão Ferry Dusika da capital austríaca. Ao todo disputaram-se 14 provas, 12 masculinas (5 profissionais e 7 amador) e 2 femininas.

## Medalhistas

### Masculino profissional
| Evento                 | Ouro                           | Prata                       | Bronze                           |
| ---------------------- | ------------------------------ | --------------------------- | -------------------------------- |
| Velocidade individual  | Nobuyuki Tawara · Japão        | Hideyuki Matsui · Japão     | Claudio Golinelli · Itália       |
| Perseguição individual | Hans-Henrik Ørsted · Dinamarca | Jesper Worre · Dinamarca    | Anthony Doyle · Reino Unido      |
| Carreira por pontos    | Urs Freuler · Suíça            | Anthony Doyle · Reino Unido | Roger Ilegems · Bélgica          |
| Keirin                 | Harumi Honda · Japão           | Claudio Golinelli · Itália  | Urs Freuler · Suíça              |
| Meio fundo             | Max Hürzeler · Suíça           | Daniel Clark · Austrália    | Werner Betz · Alemanha Ocidental |

### Masculinoamador
| Evento                  | Ouro                                                                                        | Prata                                                                             | Bronze                                                                                |
| ----------------------- | ------------------------------------------------------------------------------------------- | --------------------------------------------------------------------------------- | ------------------------------------------------------------------------------------- |
| Velocidade individual   | Lutz Heßlich · Alemanha Oriental                                                            | Bill Huck · Alemanha Oriental                                                     | Michael Hübner · Alemanha Oriental                                                    |
| Perseguição individual  | Gintautas Umaras · União Soviética                                                          | Viacheslav Yekimov · União Soviética                                              | Artūras Kasputis · União Soviética                                                    |
| Perseguição por equipas | União Soviética · Viacheslav Yekimov · Alexandr Krasnov · Viktor Manakov · Serguei Jmelinin | Alemanha Oriental · Steffen Blochwitz · Dirk Meier · Carsten Wolf · Roland Hennig | Tchecoslováquia · Pavel Soukup · Miroslav Kundera · Svatopluk Buchta · Miroslav Junec |
| 1 km contrarrelógio     | Martin Vinnicombe · Austrália                                                               | Jens Glücklich · Alemanha Oriental                                                | Konstantin Jrabtsov · União Soviética                                                 |
| Carreira por pontos     | Marat Ganeyev · União Soviética                                                             | Uwe Messerschmidt · Alemanha Ocidental                                            | Pascal Lino · França                                                                  |
| Meio fundo              | Mario Gentili · Itália                                                                      | Vincenzo Colamartino · Itália                                                     | Roland Königshofer · Áustria                                                          |
| Tándem                  | França · Fabrice Colas · Frédéric Magné                                                     | Itália · Andrea Faccini · Roberto Nicotti                                         | Tchecoslováquia · Vítězslav Vobořil · Lubomír Hargaš                                  |

### Feminino
| Evento                 | Ouro                            | Prata                                    | Bronze                                   |
| ---------------------- | ------------------------------- | ---------------------------------------- | ---------------------------------------- |
| Velocidade individual  | Erika Salumäe · União Soviética | Christa Rothenburger · Alemanha Oriental | Connie Paraskevin-Young · Estados Unidos |
| Perseguição individual | Rebecca Twigg · Estados Unidos  | Jeannie Longo · França                   | Melissa Mayfield · Estados Unidos        |

## Medalheiro
| Ordem | País               | Medalha de ouro | Medalha de prata | Medalha de bronze | Total |
| ----- | ------------------ | --------------- | ---------------- | ----------------- | ----- |
| 1     | União Soviética    | 4               | 1                | 2                 | 7     |
| 2     | Japão              | 2               | 1                | 0                 | 3     |
| 3     | Suíça              | 2               | 0                | 1                 | 3     |
| 4     | Alemanha Oriental  | 1               | 4                | 1                 | 6     |
| 5     | Itália             | 1               | 3                | 1                 | 5     |
| 6     | França             | 1               | 1                | 1                 | 3     |
| 7     | Austrália          | 1               | 1                | 0                 | 2     |
| 7     | Dinamarca          | 1               | 1                | 0                 | 2     |
| 9     | Estados Unidos     | 1               | 0                | 2                 | 3     |
| 10    | Reino Unido        | 0               | 1                | 1                 | 2     |
| 10    | Alemanha Ocidental | 0               | 1                | 1                 | 2     |
| 11    | Tchecoslováquia    | 0               | 0                | 2                 | 2     |
| 12    | Áustria            | 0               | 0                | 1                 | 1     |
| 12    | Bélgica            | 0               | 0                | 1                 | 1     |
|       | TOTAL              | 14              | 14               | 14                | 42    |